# 克拉姆西区
克拉姆西区（法語：Arrondissement de Clamecy）是法国涅夫勒省所辖的一个区。总面积1227.6平方公里，总人口20751，人口密度17人/平方公里（2018年）。主要城镇为克拉姆西。

## 辖区
克拉姆西区辖有84个市镇。